# Das Beste von kurz nach früher bis jetze
Das Beste von kurz nach früher bis jetze ist ein Best-of-Album der deutschen Punkrock-Band Die Ärzte. Es erschien am 26. August 1994 auf CD und MC.
Das Album erreichte Platz 6 der deutschen Albumcharts und wurde mit Platin ausgezeichnet.

## Hintergrund
Die ehemalige Plattenfirma von Die Ärzte, die CBS Schallplatten GmbH, welche von Sony übernommen wurde, hatte noch Anspruch auf ein Best-of-Album. Die Ärzte waren dagegen, zu diesem Zeitpunkt ein Best-of-Album zu veröffentlichen, mussten sich aber beugen und handelten mit der Plattenfirma aus, die Songauswahl selbst zu treffen. Im Gegenzug mussten sie dann aber drei Singles des neuen Albums Die Bestie in Menschengestalt für die CD freigeben. „Mach die Augen zu“ war die einzige neue Single, die nicht enthalten war.
Das Album enthält größtenteils Lieder von B-Seiten und Maxi-Versionen. Darüber hinaus haben einige Lieder der Moskito-Sampler auf dem Album Platz gefunden. Neben der Doppel-CD und -MC brachte CBS noch eine Promo-CD heraus. Auf früheren Auflagen des Albums ist ein gelber Aufdruck „inkl. Quark '94er Version + 4 neue Remixe“.
Im Booklet des Albums erläutern Farin Urlaub und Bela B. einige Hintergrundinformationen zur Entstehung aller enthaltenen Lieder (sogenannte Liner-Notes).

## Lieder
- Das Sample vom Ende von „Radio brennt“ stammt aus dem Schwarzenegger-Film Phantom-Kommando.
- Die Kettensägengeräusche in „Zum letzten Mal“ stammen ursprünglich aus Belas Lieblingsfilm Blutgericht in Texas.
- Wenn man „Westerland (to the max)“ rückwärts abspielt, ist bei circa 6:30 Min. der Satz „Auf Westerland hängt den Frauen die Brust voller Titten“ zu hören.

## Titelliste
| CD 1 1. Quark (Farin Urlaub) – 2:43 (Remix '94/Single-Version) (ursprüngliche Version erschienen auf dem Album Die Bestie in Menschengestalt) 2. Grace Kelly (Farin Urlaub) – 2:17 (Soundtrack-Version) (erschienen auf der EP Richy Guitar – Original Ärztesoundtrack, 1985) 3. Zu spät (Farin Urlaub) – 2:43 (erschienen auf Debil, 1984) 4. Mr. Sexpistols (Bela B.) – 3:13 (erschienen auf Debil, 1984) 5. Käfer (Farin Urlaub) – 2:53 (erschienen auf Im Schatten der Ärzte, 1985) 6. Radio brennt (Farin Urlaub/Bela B., Farin Urlaub) – 6:56 (Dingleberry-Mix) (erschienen auf der Maxi-Single „Radio brennt“, 1987) 7. Ich bin reich (Farin Urlaub/Farin Urlaub, Bela B.) – 4:22 (erschienen auf Die Ärzte, 1986) 8. Madonnas Dickdarm (Bela B., Farin Urlaub, Hagen Liebing) – 2:11 (Live) (erschienen auf Nach uns die Sintflut, 1988) 9. Ist das alles? (Bela B.) – 4:38 (Remix '94) (kürzere Maxi-Version als auf Ist das alles?) 10. Ohne dich (Farin Urlaub) – 2:43 (erschienen auf Das ist nicht die ganze Wahrheit…, 1988) 11. Gabi gibt 'ne Party (Bela B., Farin Urlaub) – 3:08 (erschienen auf der Single/Maxi-Single „Bitte bitte“, sowie auf dem Sampler Moskito Songs I, 1989) 12. Und ich weine (Farin Urlaub) – 3:02 (erschienen auf der Single/Maxi-Single „Wegen dir“, 1985) 13. Du willst mich küssen (Farin Urlaub) – 4:49 (Modern Kissing Mix, 1994-Edit) (kürzere Version als auf der Maxi-Single „Du willst mich küssen“, 1986) 14. Ewige Blumenkraft (Bela B., Farin Urlaub) – 3:19 (erschienen auf der Maxi-Single „Für immer“, 1986) 15. Blumen (Bela B.) – 3:08 (Live) (erschienen auf Nach uns die Sintflut, 1988) 16. Das ist Rock'n'Roll (Bela B., Farin Urlaub, Hagen Liebing) – 3:02 (erschienen auf der Single „Ich ess' Blumen“, sowie dem Sampler Moskito Songs I, 1988) 17. 2000 Mädchen (Farin Urlaub/Farin Urlaub, Bela B.) – 5:49 (Wumme-Mix) (erschienen auf der Maxi-Single „2000 Mädchen“, 1987) 18. Zum letzten Mal (Farin Urlaub) – 4:26 (Remix '94) (leicht veränderte Version im Vergleich zu der auf Die Ärzte) 19. Friedenspanzer (Rodrigo Gonzalez/Bela B.) – 3:55 (Remix '94/Single-Version) (ursprüngliche Version erschienen auf dem Album Die Bestie in Menschengestalt) | CD 2 1. Wie am ersten Tag (Farin Urlaub) – 3:42 (Remix '94) (andere Akustik und Background-Vocals als auf Die Ärzte und Ist das alles?) 2. Alleine in der Nacht (Bela B.) – 2:46 (erschienen auf Die Ärzte, 1986) 3. Bitte bitte (Farin Urlaub) – 7:33 (Domina-Mix) (erschienen auf der Maxi-Single/Maxi-CD „Bitte bitte“, 1989) 4. Wegen dir (Farin Urlaub) – 3:06 (Zeltlager-Mix) (erschienen auf der Maxi-Single „Wegen Dir“, 1985) 5. Elke (Farin Urlaub) – 3:58 (Live) (erschienen auf Nach uns die Sintflut, 1988) 6. Westerland (to the max) (Farin Urlaub) – 9:52 (erschienen als „Kommerz-Mix“ auf der Maxi-Single „Westerland“, 1988) 7. Außerirdische (Farin Urlaub) – 2:39 [M/T: Urlaub] (erschienen auf Das ist nicht die ganze Wahrheit…, 1988) 8. Claudia III (Farin Urlaub, Bela B., Hagen Liebing) – 3:38 (Live) (erschienen auf Nach uns die Sintflut, 1988) 9. Sweet Sweet Gwendoline (Farin Urlaub) – 2:49 (erschienen auf Die Ärzte, 1986) 10. Gabi & Uwe in: Liebe und Frieden (Bela B., Farin Urlaub) – 3:22 (erschienen auf dem Sampler Moskito Songs I, 1989) 11. Baby ich tu's (Bela B.) – 3:06 (erschienen auf Das ist nicht die ganze Wahrheit…, 1988) 12. ♀ (Feminin) (Farin Urlaub) – 10:16 (Live) (erschienen auf Nach uns die Sintflut, 1988) 13. Gute Zeit (Bela B.) – 3:31 (Remix '94) (veränderte Version im Vergleich zu der auf „Das ist nicht die ganze Wahrheit…“) 14. Ich weiß nicht (ob es Liebe ist) (Farin Urlaub) – 3:47 (erschienen auf Im Schatten der Ärzte, 1985) 15. Schrei nach Liebe (Farin Urlaub, Bela B.) – 4:12 (erschienen auf Die Bestie in Menschengestalt und auf der Single „Schrei nach Liebe“, 1993) |